# البستنة بالقدم المربع

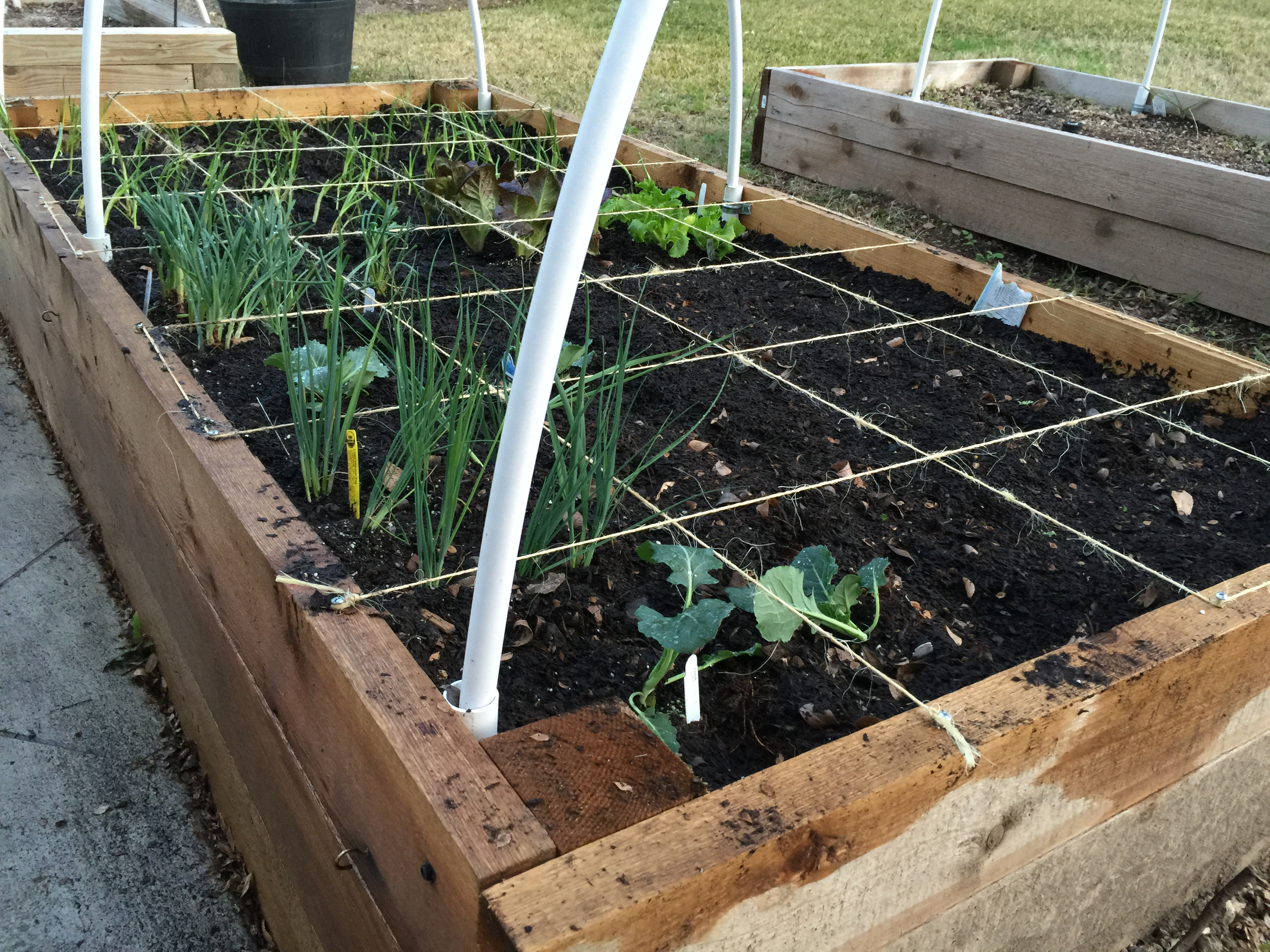
حديقة بقدم مربع في سرير مرتفع

البستنة بالقدم المربع، سميت بهذا الاسم لأنها عبارة عن تقسيم منطقة زراعية إلى أقسام مربعة صغيرة، عادةً 1 قدم (30 سم) على أحد الجوانب، والهدف منها المساعدة في التخطيط وإنشاء حديقة صغيرة لكن مليئة بالخضروات المزروعة، ينتج عنه نظام بستنة بسيط ومنظم جذاب في طريقة رسمه، وقد صاغ ميل بارثولوميو مصطلح «البستنة بالقدم المربع» في كتابه عام 1981 الذي يحمل نفس الاسم.

## ملخص

حديقة أساسية 4 × 4 ، 16 وحدة "قدم مربع".

أشاع ميل بارثولوميو عبارة «البستنة بالقدم المربع» في عام 1981 في كتاب مطبعة رودال وبعدها برنامج تلفزيوني PBS. ابتكر بارثولوميو وهو مهندس متقاعد قطعة خشب مربعة 4 × 4 أقدام (1.2 مترًا × 1.2 مترًا) بشبكة، ثم قسم كل من هذه القطع المربعة 4 × 4 إلى ستة عشر مربعًا بطول قدم واحد، وهي الشبكة، يزرع في كل مربع نوعا مختلفا من المحاصيل بناءً على نموذج مكون من نبات واحد أو أربعة أو تسعة أو ستة عشر نباتًا لكل مربع اعتمادًا على الحجم الكلي للنبات، وبمجرد حصاد «القدم المربع الواحد»، يمكن زراعة محصول من نوع آخر من أجل حصاد مستمر.
والغاية من ذلك تشجيع التنوع في المحاصيل على التوالي، وللتخلص من الآفات، فيُزرع في كل مربع نوع مختلف من النباتات (تناوب المحاصيل) خلال موسم النمو. يعتمد عدد النباتات لكل مربع على حجم النبات الفردي، فمثلا طماطة واحدة حيزها مربعًا كاملاً، وكذا الأعشاب مثل التوابل والريحان والنعناع، في حين أن الخس يُزرع أربعة نبتات لكل مربع، ومن النباتات ما يصل إلى ستة عشر نبتة لكل مربع من النباتات مثل الفجل أو الجزر، وتُعرّش النباتات الطويلة على الجانب الشمالي (في نصف الكرة الشمالي) من القطعة لتجنب تظليل النباتات الصغيرة ومنع الانتشار على الأرض.
تتمثل إحدى ميزات المحاصيل المزروعة بكثافة قدرتها على تكوين نشارة حية ويمكن أن تمنع أيضًا الأعشاب الضارة من التخلّق أو حتى الإنبات، ومنها طريقة طبيعية لطرد الحشرات  مثل  زراعة النباتات الصديقة (مثل نبتة القطيفة أو نباتات أخرى طاردة للآفات طبيعيا) تصبح أكثر فاعلية في مكان قريب، مما قد يقلل من الحاجة إلى الاستخدام مبيدات حشرية، كما أن التنوع الكبير للمحاصيل في مساحة صغيرة يمنع سهولة انتشار الأمراض النباتية
نظرًا لأن القطع عادة ما تكون صغيرة، فإن صُنع أغطية أو أقفاص لحماية النباتات من الآفات أو البرد أو الرياح أو التعرض لأشعة الشمس الزائدة أسهل بكثير من الحدائق الكبيرة، ولتمديد موسم نمو حديقة القدم المربعة، يمكن بناء إطار بارد / ساخن حولها، ومن خلال توجيه الإطار جنوبًا حتى يلتقط SFG المزيد من الضوء والحرارة خلال الأشهر الباردة من الربيع والشتاء.
في عام 2006، حدَّث بارثوليميو المفهوم بكتاب «كل ماهو جديد عن بستنة القدم المربع» ويدعو إلى استخدام «سماد الميلز ميكس» (نوع من الأسمدة لبستنة القدم المربع)  الذي أنشأه بارثوليميو. بعد الكثير من التجارب، استنتج بارثولوميو أن صيغته هي 1/3 الخث الطحلب أو جوز الهند، 1/3 الفيرميكولايت و 1/3 مخلوط سماد أسفرت عن نتائج فائقة في عمق 6 بوصات (15 سم) فقط. وشملت فوائد المزيج حفظ التربة رطبة وخالية من الأعشاب الضارة تقريبًا مع جميع العناصر الغذائية الضرورية؛ أدى هذا المزيج إلى التخلص من الحاجة إلى الأسمدة الاصطناعية فتُضيف السماد في كل مرة تُعيد زراعة مربع مما يوفر ما يكفي من العناصر الغذائية طبيعيا.

## روابط خارجية
- مؤسسة البستنة بالقدم المربع
- الخل في الحديقة
- البستنة خطوة بخطوة